# شركة مصانع الخزف الأردنية
شركة مصانع الخزف الأردنية Jordan Ceramic Industries هي شركة تصنيع في الأردن. تأسست في عام 1966 ومقرها في الزرقاء وعمان. ينتج السيراميك الأردني بلاط الأرضيات والجدران، والأدوات الصحية الزجاجية، أي المراحيض والمصارف والاستحمام. يعمل بها 3 مصانع؛ وتنتج 2.5 مليون متر مربع من بلاط و 4000 طن من الأدوات الصحية سنويا. يتم إدراج أسهم السيراميك الأردني في مؤشر بورصة عمان .